# Базанов, Николай Николаевич
Николай Николаевич Базанов (31 июля 1888 — не ранее 22 июня 1928) — военный лётчик. Штабс-капитан Российской императорской армии (1916). Участник Первой мировой и Гражданской войн в России. Обладатель Георгиевского оружия (1916). После Октябрьской революции, сначала попал в Белую армию, но к 1922 году находился на командных должностях в Рабоче-крестьянском Красном воздушном флоте.

## Биография
Окончил Петровский Полтавский кадетский корпус (1906), Киевское военное училище (1908 год в 111-й пехотный Донецкий полк), Теоретические курсы авиации имени В.В. Захарова при Петроградском политехническом институте, Севастопольскую авиационную школу (1914 год).

## Награды
Николай Николаевич Базанов был удостоен следующих наград:
- Георгиевское оружие (Высочайший приказ от 17 апреля 1916)
— «за то, что 29-го апреля 1915 г., управляя воздухоплавательным прибором, проник с опасностью для жизни в район неприятельского расположения Окмяны—Попеляны-Куршаны-Кужи, чем дал возможность произвести разведку и своевременно доставить сведения о подходе к стан. Омолье из Войшноры бригады кавалерии. Сведения эти дали возможность принять соответствующие меры и успешно продолжать наше наступление. Разведка производилась под огнем противника»;
- Орден Святой Анны 3-й степени с мечами и бантом (Высочайший приказ от 20 декабря 1915);
- Орден Святой Анны 4-й степени с надписью «За храбрость» (Высочайший приказ от 25 января 1917);
- Орден Святого Станислава 2-й степени с мечами (Высочайший приказ от 17 октября 1916);
- Орден Святого Станислава 3-й степени (Высочайший приказ от 28 декабря 1914).